# ムンバイFC
ムンバイFC (英語: Mumbai Football Club) はインド・マハーラーシュトラ州のムンバイを本拠地としていたプロサッカークラブである。2017年に解散した。
ムンバイFCはムンバイの有望若手選手に対して地元で活躍する場を提供するため、2007年6月27日に設立された。同じムンバイを本拠地とするエア・インディアFC、そして同じマハーラーシュトラ州を本拠地とするプネーFCとはライバル関係にあり、マハーラーシュトラ州に所属するこの3チームの対戦はマハー・ダービー (マハーはマハーラーシュトラ州の略称) と呼ばれた。

## 歴史

### 設立
ムンバイFCは2007年6月27日に正式に設立された。クラブはムンバイを本拠地としており、ムンバイの有望若手選手に対して、教育機関以外において地元で活躍する場を提供するために設立された。ムンバイFCはクラブの目標を、強いトップチームを作ること、ポテンシャルの高い若手選手をトップチームに引き上げるための良いユース育成プログラムを整備すること、ムンバイに良いサッカー文化を作ること、ムンバイのサッカー環境を整備することに設定した。クラブはイギリス人のデヴィッド・ブースと契約を結び、このプロジェクトを開始した。その後、チームはサッカーインド代表にも選出されたアブヒシェク・ヤーダヴ、ハーリド・ジャミル、ノエル・ウィルソン、カルヤン・チョーベイなどの選手や有望若手選手のデーン・ペレイラやダレン・カルデイラと契約を結んだ。クラブはさらにフェリックス・アボアギェやジェームズ・ディッシラマーのような外国人選手も獲得、監督に就任したAqueel Ansariとともに2007年に11月に活動を開始した。ムンバイFCはクラブ初の大会となるムンバイ・フットボールリーグエリートディヴィジョン2007に参加した。ムンバイFCは初の試合となったムンバイ・フットボールリーグでのRCFとの対戦において、Dane Pereiraが得点を挙げたものの、1-2で敗れた。ムンバイFCは2試合目となったベンガル・ムンバイFCにおいて、Abhishek Yadavが4得点を挙げて7-0で初勝利を手にした。クラブはAbhijit Kadamメモリアルカップでクラブとして初めて優勝を成し遂げた。この大会では当時Iリーグに所属していたヴァスコSCを破って優勝した。クラブはIリーグに所属していたマヒンドラ・ユナイテッドに続く2位でムンバイ・フットボールリーグ・エリートディヴィジョンのシーズンを終えた。

### Iリーグ2部
クラブは2008年に初の全国リーグとなるIリーグの2部リーグに参加した。クラブはモハメダン、インディアン・バンク、アミティ・ユナイテッドFC、オイル・インディア、ニューデリー・ヒーローズFCとともにグループBに入った。ムンバイFCはグループの最初の4戦に勝利した。モハメダンとの最終戦のみ敗北を喫したものの、クラブは既に1回戦進出を決めていた。ムンバイFCは1回戦で再びモハメダンと対戦して勝利、グループリーグの雪辱を果たした。2回戦では同じマハーラーシュトラ州を本拠地とするライバルであるプネーFCと初めて対戦、勝利した。これはマハー・ダービーの始まりとなった (ただし、この対戦は中立地で行われた) 。クラブはその後インディアン・バンクを破ったヴァスコSCと引き分けた。プラヤーグ・ユナイテッドFCとの対戦では途中で退場者が出て10人での戦いになったものの、勝利してIリーグへの昇格を決めた。

### 2008年以降: Iリーグ
クラブは2008-09シーズン、初めてIリーグのシーズンを戦った。クラブは2008年9月27日にインド最古 (現存するアジア最古のクラブでもある) のクラブモフン・バガン・スーパー・ジャイアントと初めてのIリーグの試合を戦い、アーベル・ハモンドがムンバイFCとしてIリーグ初の得点を挙げ、バラサト・スタジアムにおいて2-1で勝利した。ムンバイはもう一つのコルカタの強豪クラブであるイースト・ベンガルFCもアウェーの地ソルトレイク・スタジアムにおいて、フェリックス・アボアギェが挙げた得点を守りきって1-0で破った。ムンバイは2008年10月11日にホームスタジアムであるクーパレッジ・グラウンドにおいて、初めてのIリーグのホームゲームを開催し、Kalia Kulothunganがこの試合唯一の得点を挙げて勝利した。シーズン前半終了時点において、ムンバイFCはリーグ6位につけた。しかし、クラブはIリーグで好成績を挙げ続ける事はできず、これまでの最高成績は7位となっている。

## ロゴ
クラブのロゴはインド門の前に黄色いシルエットのサッカー選手が配置されたものとなっている。

## チームカラー
ムンバイFCのチームカラーは黄色と青である。これはクラブのロゴに由来している。ホームゲームを戦う際のユニフォームは上が黄色、下が青、アウェーゲームを戦う際のユニフォームは上が白と橙、下が黒である。

## スタジアム
Iリーグに昇格する以前、ムンバイFCはクーパレッジ・グラウンドをホームスタジアムとして利用していた。スタジアムの改修工事のため、2010-11シーズンのIリーグでは、クラブはホームゲームをコールハープルのラージャルシ・シャーフー・スタジアムで戦った。2011-12シーズン、クラブは同じムンバイを本拠地とするエア・インディアFCとともに、ホームゲームをプネーにあるシュリー・シヴ・チャトラパティ・スポーツコンプレックスで開催した。改修工事の完了に伴い、2013年1月にクラブは再び元のスタジアムでホームゲームを開催することとなった。

## キット提供と胸スポンサー
| シーズン  | キット提供     | 胸スポンサー  |
| --------- | -------------- | ------------- |
| 2007-2009 | アディダス     | myplaywin.com |
| 2009-2010 | アディダス     | ディッシュ    |
| 2010-2011 | アディダス     | なし          |
| 2011-2012 | アディダス     | TEN HD        |
| 2012-     | Seventy Mumbai | TEN HD        |

## 獲得タイトル
- Iリーグ2部

優勝 2008
- ムンバイ市リーグ

優勝 2010–11

## 歴代所属選手
- ヴィンセント・ケイン 2009-2010
- 松ヶ枝泰介 2014-2016